# ماجح (جبلة)

تعديل مصدري - تعديل

ماجح هي إحدى قرى عزلة وراف بمديرية جبلة التابعة لمحافظة إب، بلغ تعداد سكانها 303 نسمة حسب تعداد اليمن لعام 2004.